# Première République (Tchécoslovaquie)
Pour les articles homonymes, voir Première République et République tchécoslovaque.
28 octobre 1918 – 1er octobre 1938
(19 ans, 11 mois et 3 jours)
Entités précédentes :
- Autriche-Hongrie
- République de Weimar (territoire de Hlučín)

Entités suivantes :
- République tchécoslovaque (Deuxième République)
- Troisième Reich
- Royaume de Hongrie
- République de Pologne (Deuxième République)

La République tchécoslovaque, a posteriori précisée Première République (en tchèque, První republika ou První československá republika, en slovaque, Prvá česko-slovenská republika), est le régime qu'a connu la Tchécoslovaquie entre sa création en 1918 et l'annexion des Sudètes par l'Allemagne nazie à la suite des accords de Munich en 1938. Elle est précédée de l'Autriche-Hongrie et suivie de la Seconde République tchécoslovaque, bref intermède encore démocratique qui dure du 1er octobre 1938 au 15 mars 1939, avant que ne soient instaurés le protectorat de Bohême-Moravie et la République slovaque.

## Création
La Tchécoslovaquie nait du démantèlement de l'Empire des Habsbourg à l'issue de la Première Guerre mondiale, conformément au droit des peuples à disposer d'eux-mêmes transcrit dans le dixième point du président américain Woodrow Wilson et entériné par le traité de Saint-Germain-en-Laye sur la base de l'entente entre Tchèques représentés par Tomáš Masaryk, Slovaques représentés par Milan Rastislav Štefánik et Rusyns représentés par Grigor Zatkovič. Masaryk devient, le 18 novembre, le premier président de la Tchécoslovaquie indépendante ; Edvard Beneš, ministre des affaires étrangères, est l'une des principales personnalités politiques du pays. Les Tchèques sont majoritaires en Bohême-Moravie, les Slovaques en Slovaquie et les Rusyns en Ruthénie subcarpatique : ils côtoient des minorités allemandes, hongroises, polonaises, juives germanophones et tziganes. Les minorités allemande et hongroise, jusque-là socialement dominantes (seules les langues allemande et hongroise étaient officielles en Autriche-Hongrie) n'avaient pas été invitées à participer à l'élaboration de la constitution de la nouvelle république, et les premières années de la Tchécoslovaquie indépendante sont marquées par des tensions nationalistes avec elles. Cela mine la vie politique malgré le bon fonctionnement de la démocratie parlementaire. Adoptée en 1920, la constitution interdit le séparatisme territorial alors que les Allemands revendiquent leur rattachement à l'Allemagne et à l'Autriche, et les Hongrois leur maintien en Hongrie selon le même droit des peuples à disposer d'eux-mêmes dont bénéficient les Tchèques et les Slovaques. En 1919 les députés des régions germanophones avaient voté en faveur d'un rattachement de ces zones à l'Autriche, ce que les Alliés interdirent par le traité de Saint-Germain-en-Laye.

## Historique

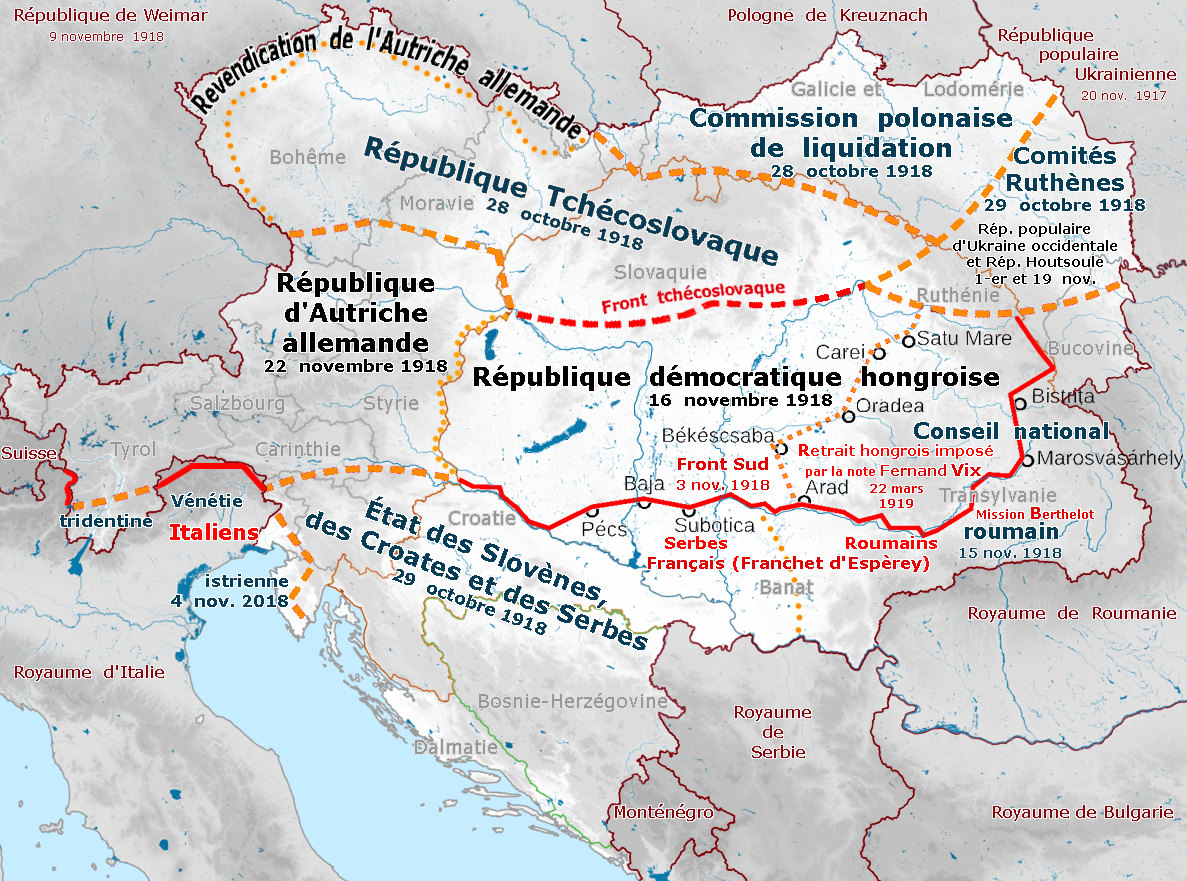
Dislocation de l'Autriche-Hongrie et proclamation de la Tchécoslovaquie en 1918.

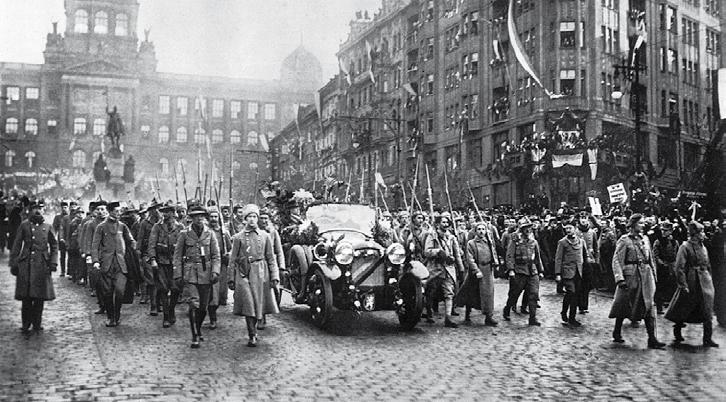
Arrivée de Tomáš Masaryk à Prague le 21 décembre 1918 (place Venceslas).

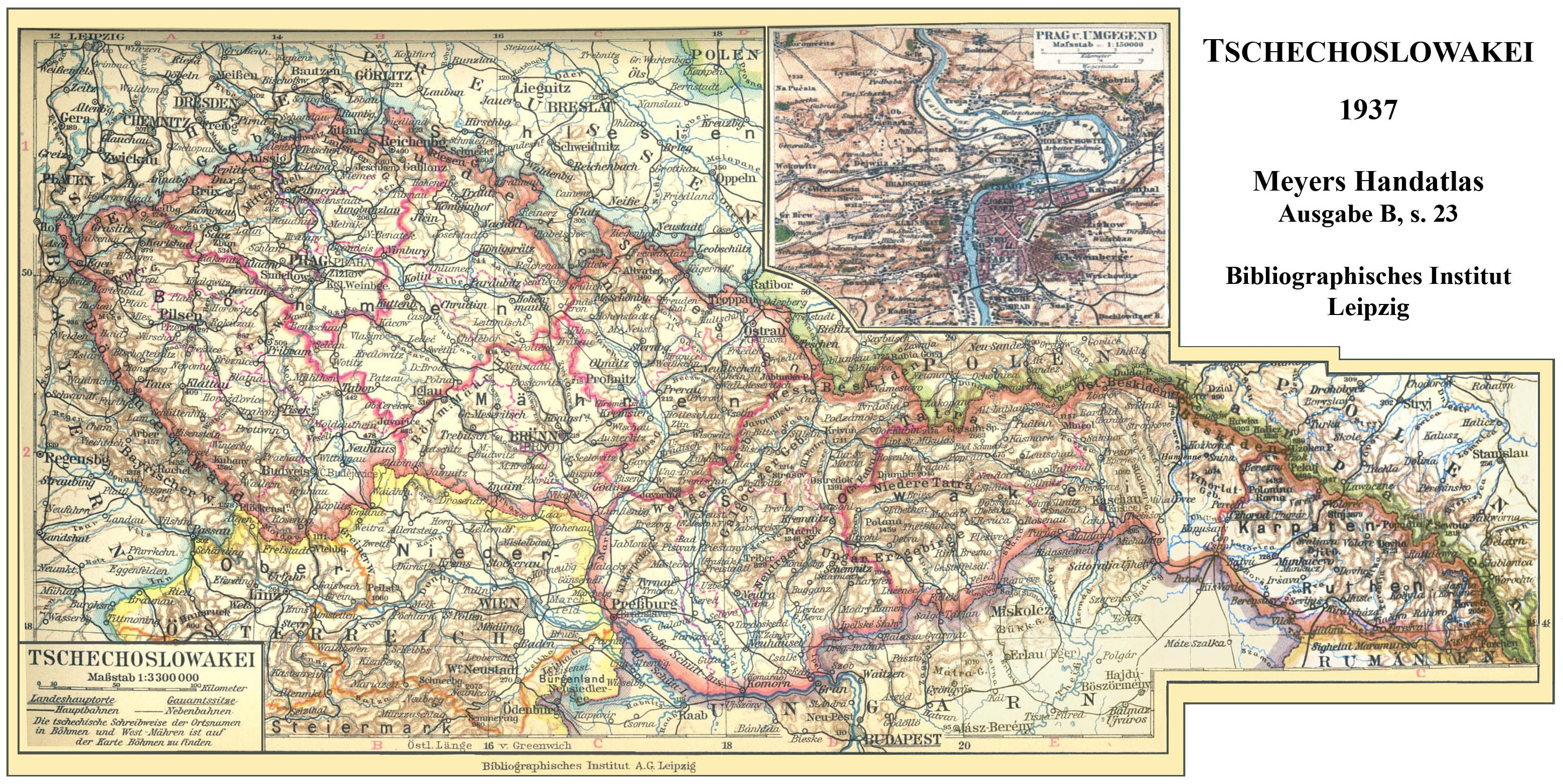
La Tchécoslovaquie en 1937.

Drapeau de la Bohême, utilisé comme premier drapeau de la Tchécoslovaquie.

Dans les premiers mois de son existence, la Tchécoslovaquie a du mal à assurer sa souveraineté face à la République démocratique hongroise qui refuse de céder le territoire de la Haute-Hongrie, qui correspond à la Slovaquie et à la Ruthénie subcarpatique. Des troupes hongroises y restent stationnées et empêchent les agents du nouvel État tchécoslovaque de prendre leurs fonctions. En mai 1919 la victoire de la Hongrie bolchévique (qui a succédé à la République démocratique hongroise) sur les troupes tchécoslovaques permet la constitution d'une République slovaque des conseils sur le territoire de la Slovaquie, mais la défaite des Bolchéviks hongrois dans la guerre antibolchévique de l'été 1919 y met rapidement fin, et l'État tchécoslovaque finit par asseoir son autorité « d'Aš à Jasiňa » comme l'on disait à l'époque par référence aux localités situées aux extrémités Ouest et Est du pays, à près de mille kilomètres l'une de l'autre.
Le traité de Versailles et le Traité de Saint-Germain-en-Laye achèvent de fixer les frontières tchécoslovaques. Les premières élections se déroulent le 18 avril 1920 et, jusqu'à l'annexion allemande de 1938-1939, les populations de la République Tchécoslovaque seront invitées à participer aux différents scrutins en respectant le calendrier prévu par la Constitution.

## Territoire et communautés
D'après les statistiques de 1921, 13 613 172 habitants vivent sur le territoire de la république répartis en :
- 51 % de Tchèques
- 23,4 % d'Allemands des Sudètes et d'Allemands des Carpates
- 14 % de Slovaques
- 5,5 % de Magyars
- 3,4 % de Ruthènes (Ukrainiens)
- 1,3 % de Juifs germanophones
- 1,4 % de minorités diverses : Polonais, Roumains, Roms et autres.

Elle intègre les territoires :
- de la Bohême-Moravie (jusqu'alors dépendante de la couronne d'Autriche)
- de la Slovaquie et de la Ruthénie subcarpatique (jusqu'alors dépendantes de la couronne de Hongrie).

La Tchécoslovaquie en 1928.

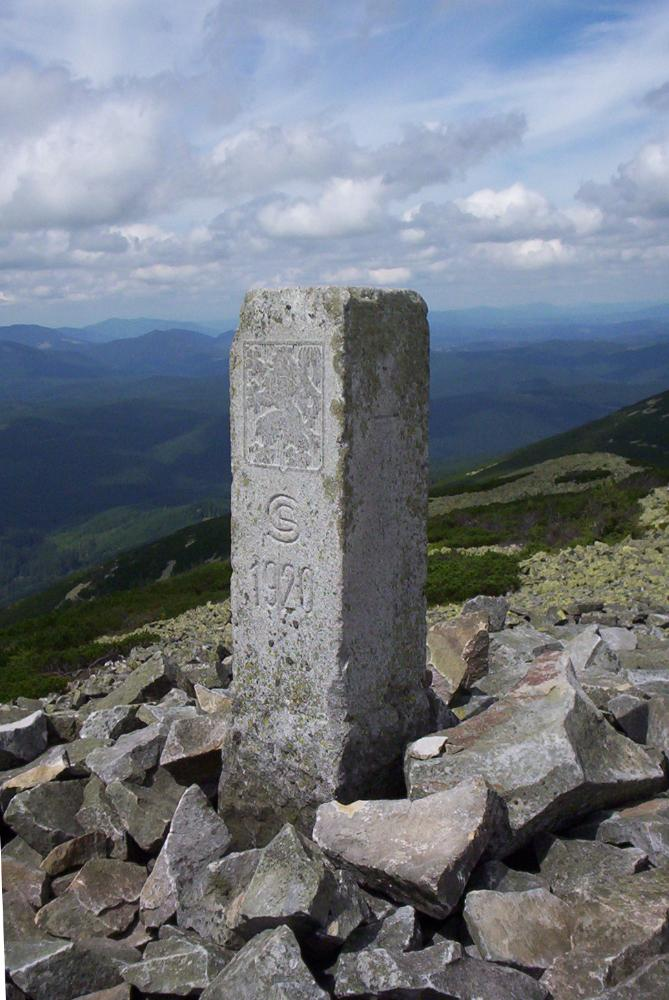
Borne frontière de 1920 entre la Pologne et la Tchécoslovaquie dans les monts Gorgany, aujourd'hui en Ukraine.

Cet état de fait est dénoncé par les minorités allemandes incluses dans le nouvel État et majoritaires dans certaines régions, il faut y envoyer la force armée pour y imposer la nouvelle république slave :
- Le Böhmerwaldgau (région des Forêts de Bohême), en Bohême du sud se déclare District (Kreis) du Land de Haute-Autriche ; administré par le Kreishauptmann (chef de district) Friedrich Wichtl (1872 - 1922) à partir du 30 octobre 1918,
- Le Deutschböhmen (la Bohême germanique), au nord-est de la Bohême se déclare partie entière du nouvel État autrichien et est administré par un Landeshauptmann : Rafael Pacher (1857-1936), du 29 octobre au 6 novembre 1918 puis par Rudolf Ritter von Lodgman von Auen (1877 - 1962) du 6 novembre au 16 décembre 1918 (sa capitale, Reichenberg, est la dernière à être conquise par l'armée tchécoslovaque mais son gouvernement continue en exil tout d'abord à Zittau en Saxe puis à Vienne, jusqu'au 24 septembre 1919),
- Le Sudetenland (la Région des Sudètes), au nord de la Moravie et en Silésie se déclare partie entière du nouvel État autrichien et est administré par le Landeshauptmann Robert Freissler (1877-1950) du 30 octobre au 18 décembre 1918 (date à laquelle les Tchécoslovaques occupent sa capitale, Opava),
- Le Deutschsüdmähren (la Moravie germanique du sud) se proclame District (Kreis) de la Basse-Autriche et est administré par le Kreishauptmann Oskar Teufel (1880 - 1946) du 30 octobre 1918 jusqu'en décembre de la même année quand les troupes tchécoslovaques reprennent la situation et les territoires en main.

La Tchécoslovaquie doit également faire face aux revendications autonomistes des Slovaques et des Allemands des Sudètes. Le principal mouvement autonomiste slovaque est dirigé par les prêtres catholiques Andrej Hlinka et Jozef Tiso.
L'opposition entre les Allemands et les Tchèques est latente tout au long des années 1920 et s'intensifie dans les années 1930. Les Sudètes d'abord autonomistes, expriment leur irrédentisme en 1933 avec la formation d'un Parti allemand des Sudètes emmené par son leader politique, Konrad Henlein, qui réclame, avec l'appui de l'Allemagne nazie, le rattachement au Troisième Reich et amplifie graduellement ses exigences. La crise éclate à la suite de l'Anschluss de l'Autriche et du Reich en 1938. Il est alors évident que la prochaine exigence de Hitler sera la réunification avec la Région des Sudètes.

## Gouvernement et vie politique
Les institutions sont copiées sur celles de la IIIe République Française : deux assemblées, Chambre des députés et Sénat, toutes deux élues au suffrage universel, des deux sexes, président de la république élu pour sept ans par le parlement et disposant de pouvoirs importants (chef des armées, dissolution, veto). Le premier titulaire de la fonction, Tomáš Masaryk contribue à présidentialiser le régime. L'usage de la représentation proportionnelle présente de nombreux inconvénients : à la division entre Droite et Gauche, s'ajoute la division ethnique ; toutes les minorités ont leur parti. Il en résulte une instabilité ministérielle chronique, d'autant plus que beaucoup d'entre eux contestent la nature même du nouvel état. Ainsi, le parti communiste regarde vers Moscou, les partis sudètes vers Berlin, et les partis hongrois vers Budapest.
La prédominance politique, en Tchécoslovaquie, passe des sociaux-démocrates aux agrariens. Antonín Švehla, chef des agrariens, dirige plusieurs gouvernements de 1922 à 1926 puis de 1926 à 1929. Cette année-là, un gouvernement doit s'appuyer sur 9 partis différents ! Tomáš Masaryk élu en 1920 est réélu en 1927 et 1934. Il demeure président jusqu'en 1935, date à laquelle il se retire à l'âge de 87 ans et son dauphin, Edvard Beneš devient chef de l'État. Milan Hodža, dirigeant des agrariens, devient également premier ministre en 1935.

## Événements

L'occupation de la Tchécoslovaquie en 1939.

Le 14 août 1920, la république tchécoslovaque conclut une alliance militaire, la Petite Entente, avec le royaume de Yougoslavie et le royaume de Roumanie. La Petite Entente ne survivra pas aux manœuvres du Troisième Reich.
Edvard Beneš, premier ministre à partir de 1921, mise également sur la protection de la France pour assurer la sécurité du pays. La Tchécoslovaquie est un clou enfoncé dans le dos de l’Allemagne. C’est la vision stratégique vue par l’État-Major français. Aussi, l’armée du pays est au début financée et continuellement entraînée par des officiers français. Le chef d'État-Major de l'armée Tchécoslovaque sera jusqu'en 1924 un général français : Maurice Pellé puis Eugène Mittelhauser. Le 25 janvier 1924, un accord militaire est trouvé, confirmé le 16 octobre 1925 par une promesse d’assistance militaire.

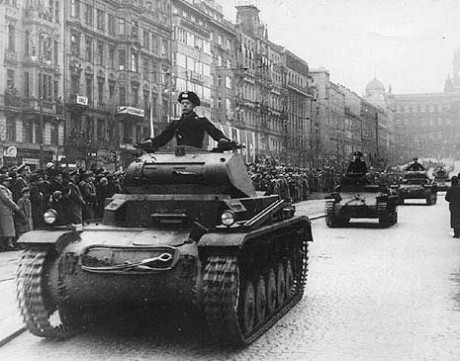
Chars allemands place Venceslas le 15 mars 1939.

L'arrivée de Hitler au pouvoir en 1933 et l'Anschluss avec l'Autriche en 1938 fait craindre que la Tchécoslovaquie, avec ses trois millions d'Allemands des Sudètes concentrés sur les marges du pays bordant le Reich et menés par le SdP, le parti autonomiste de Konrad Henlein, ne soit la prochaine sur la liste. Les revendications du Troisième Reich sur le territoire des Sudètes poussent Beneš à conclure avec l'Union soviétique un pacte dirigé contre l'Allemagne. Mais le danger allemand se précise avec l'Anschluss de mars 1938, quand l'annexion de l'Autriche par l'Allemagne place la Bohême en tenaille.

## Les préparations militaires deHitlercontre la Tchécoslovaquie
La France et le Royaume-Uni incitent le gouvernement tchécoslovaque à négocier : sur l'initiative de Benito Mussolini, une conférence se tient à Munich en septembre 1938, Edvard Beneš n'y étant même pas invité. Les accords de Munich donnent satisfaction à l'Allemagne nazie et au royaume de Hongrie, qui récupèrent les territoires peuplés de minorités allemandes et magyares. Edvard Beneš démissionne le 5 octobre, remplacé par Emil Hácha, et choisit l'exil. L'amputation territoriale met fin de facto à la première République tchécoslovaque, à laquelle succède l'éphémère seconde République tchécoslovaque.
Le 15 mars 1939, c'est toute la partie tchèque qui est occupée et devient le protectorat de Bohême-Moravie alors que la Slovaquie déclare son autonomie sous la houlette de Mgr Tiso et que l'extrémité orientale de la République est occupée par la Hongrie de l'amiral Horthy. La France n'est pas intervenue pour défendre le pays, malgré des accords de défense mutuels.
C'est la fin d'une période qui, en dépit des incessants problèmes politiques (tensions nationalistes à l'intérieur, menace bolchevique aux marches orientales) et économiques (crise de 1929), est perçue comme un âge d'or par les Tchèques.